# Veľká Dolina
Veľká Dolina (maďarsky Nagyvölgy) je obec v okrese Nitra na Slovensku. Leží v jihovýchodní části Nitranské pahorkatiny.

## Historie
Místo je poprvé zmíněno v roce 1721 jako majetek Nitranské diecéze a později jako majetek Nitranské kapituly. Na mapě z roku 1721 je na dnešním území obce zakreslen rybník a dvě zemědělské usedlosti hraběte Hunyadyho. V roce 1956 byla Veľká Dolina vyčleněna z obce Mojmírovce.